# Rodanină
Rodanina este un compus heterociclic cu azot și sulf, ce conține un nucleu de tiazolidină. A fost descoperită în 1877 de către Marceli Nencki, care a denumit compusul „Rhodaninsaure”, făcând referire la sinteza sa în urma reacției dintre dintre tiocianatul de amoniu (compus denumit în trecut rodanură de amoniu) și acidul cloroacetic în mediu apos.